# Alexandre Abd-El-Nour
Alexandre Abd-El-Nour (ou Iskender Abd-El-Nour), né le 29 octobre 1869 à Damas (Empire ottoman) et mort le 23 janvier 1956 à Bazeilles (Ardennes), est un médecin et homme politique local français.

## Biographie

### Ses origines
Fils de Gabriel Ab-El-Nour, issu d'une vieille famille chrétienne de Damas, il fait ses études de médecine à Constantinople, puis à Paris. Il épouse Marguerite Louise Guette, le 8 octobre 1898 à Raucourt-et-Flaba (Ardennes).

### Le médecin
Médecin gynécologue-obstétricien alors que les techniques d'accouchement et l'obstétrique sont en grand progrès, il présente une thèse sur les méfaits du tamponnement vaginal dans le placenta praevia. Cette thèse tranche une question alors controversée en obstétrique. Il est diplômé de la faculté de Paris le 26 juillet 1895. Ses travaux et observations seront repris et cités par Stéphane Tarnier dans son ouvrage de référence, le traité de l'art des accouchements, ainsi que dans les Annales de gynécologie et d'obstétrique. Il publie également dans différentes revues et notamment les Bulletins et mémoires de la société obstétricale et gynécologique de Paris. 
Il exerce trois ans à Paris dans les services de Jules-Émile Péan puis accepte en 1899 un poste de médecin à l'hospice Flamanville à Bazeilles, près de Sedan. 
Lorsque la guerre de 1914-1918 éclate, les Ardennes sont assez rapidement envahies. Il continue à exercer jusqu'au bout à l’hôpital de Sedan, pour soigner les blessés qui y sont apportés,  et y est fait prisonnier avec sept autres médecins et trois pharmaciens. Il est libéré en fonction des conventions de Genève. Il reprend du service comme médecin-commandant du 4e régiment de dragons, et participe notamment aux combats du mont Kemmel.
Après la Première Guerre mondiale, il reprend son activité médicale, et participe à différents congrès internationaux, en particulier aux congrès de la Société internationale de Chirurgie (International Society of Surgery).

### L'homme politique et l'élu local
Conseiller municipal dès 1902, il devient maire de Bazeilles en 1912, premier maire d'origine non-européenne en France métropolitaine,, et reste à ce poste jusqu'en 1945. Jouant avec humour de sa différence (comme Kofi Yamgnane quelques décennies plus tard en Bretagne), il s'indigne d'être la tête de turc de ses adversaires politiques. 
Durant ce mandat de maire, il contribue à l'amélioration des conditions de vie sur Bazeilles et crée notamment en 1913 le syndicat d'électrisation. Au lendemain de la première guerre mondiale, il s’attelle au relèvement de la cité et fonde également la Coopérative de reconstruction du sedanais. Les décennies suivantes, il dote Bazeilles d'habitations à bon marché en utilisant les possibilités de financement introduites par la loi Loucheur.
Il est élu conseiller général du canton de Sedan-Sud, poste qu'il occupera de 1919 à 1937,,. Classé parmi les Radicaux indépendants en 1937, il est battu par le candidat SFIO, Eugène Derulle, avec 2 101 voix contre 2 264 voix.
Le climat des années 1930 est marqué par la crise économique. Les thèmes du droit du sol, et de la priorité du travail pour les Français rencontrent un certain écho et se retrouvent en exergue ou en filigrane dans bien des discours électoraux, à droite comme à gauche. Dans ce contexte, Alexandre Abd-El-Nour se voit obligé de rappeler qu'il est un ancien combattant et qu'il travaille et s'investit pour le pays sedanais depuis une quarantaine d'années.
À partir de 1935, il préside également, pendant plusieurs années, le syndicat d'initiative de Sedan.

### Le pionnier de l'automobile et des sports motorisés
Passionné d'automobile et de sport motorisé, Alexandre Abd-El-Nour est l'un des premiers à posséder une voiture dans les Ardennes (permis de conduire n° 4). Il crée l'Automobile-club ardennais en 1901 et deviendra le président-doyen des automobile-clubs de France. La revue de l'automobile-club ardennais promeut les règles de sécurité, l'évolution de l'infrastructure routière et de la signalisation routière, mais aussi le tourisme, l'histoire et la culture en Ardennes. Cette revue publie par exemple des articles de l'historien Henri Manceau et, en 1954, elle relaie également la promotion sur un spectacle de la compagnie des petits comédiens de chiffons, animée par un certain Jacques Félix. Le succès de ce spectacle débouchera quelques années plus tard sur la création du Festival mondial des théâtres de marionnettes, à Charleville-Mézières. En 1954 encore, Alexandre Abd-El-Nour ouvre le premier centre de sécurité routière des Ardennes.
Il devient dès 1923 le premier président de l'aéro-club ardennais, créé le 3 juin de cette année 1923 et le reste jusqu'en 1937. À ce titre, il s'attelle à la préparation de l'inauguration de l'Aérodrome de Charleville-Mézières - Belval en 1924. Il compte d'ailleurs parmi les membres de l'aéro-club son vieil ami Roger Sommer, un des pionniers du vélocipède, de l'automobile puis de l'aviation en France, pour qui il avait servi de commissaire de piste lors de ses essais sur l'Aérodrome de Sedan - Douzy.
Son parcours lui vaudra d'être élevé au grade d'officier de la Légion d'honneur. Il a été aussi décoré de la Croix de guerre 1914-1918 (France).
Il décède à Bazeilles le 23 janvier 1956, et il est inhumé à Raucourt-et-Flaba. Le 15 juillet 2010, le maire de Bazeilles a inauguré l'avenue Alexandre Abd-El-Nour.

## Distinctions
- Croix de guerre 1914-1918
- Officier de la Légion d'honneur

## Publications
- Les méfaits du tamponnement vaginal dans le placenta prævia: démontrés par les statistiques récentes de ses partisans, Thèse, Faculté de médecine de Paris, 1895 - 92 pages

- Discours du Docteur Abd-El-Nour en date du 16 avril 1921 à la suite du décès de Monsieur Philoxime Hachon